# Simona Halep
Simona Halep (født 27. september 1991 i Constanța, Rumænien) er en kvindelig professionel tennisspiller fra Rumænien. Hun kom i verdens Top 50 i 2012, og i august 2013 nåede hun at blive blandt de ti bedste tennisspillere.
Simona Haleps var i 2017 rangeret som verdens bedste kvindelige tennisspiller på WTA's single rangliste. I double er den bedste placering nummer 71.
Hendes yndlingsturnering er grus Grand Slam-turneringen French Open (Roland Garros). Og hendes idoler er; Justine Henin og Roger Federer.

## Tennisresultater

### Grand Slam-resultater (Single)
| Turnering       | 2010 | 2011 | 2012 | 2013 | 2014 | 2015 | 2016 | 2017 | 2018 | 2019 |
| Australian Open | -    | 3    | 1    | 1    | KF   | KF   | 1    | 1    | TF   | 4    |
| French Open     | 1    | 2    | 1    | 1    | TF   | 2    | 4    | TF   | V    | KF   |
| Wimbledon       | -    | 2    | 1    | 2    | SF   | 1    | KF   | KF   | 3    | V    |
| US Open         | 1    | 2    | 2    | 4    | 3    | SF   | KF   | 1    | 1    |      |

Tegnforklaring:
– = Ikke deltaget, kv = Slået ud i 1. runde efter at have vundet kvalifikationsturneringen, 1 = Slået ud i 1. runde, 2 = Slået ud i 2. runde, 3 = Slået ud i 3. runde, 4 = Slået ud i 4. runde, KF = Slået ud i kvartfinalen, SF = Slået ud i semifinalen, TF = Tabende finalist, V = Vinder